# Страхины
Страхины — деревня в Кувшиновском районе Тверской области. Входит в состав Тысяцкого сельского поселения.

## География
Находится в центральной части Тверской области на расстоянии приблизительно 4 км (по прямой) на восток-северо-восток от города Кувшинова, административного центра района.

## История
Была отмечена еще на карте Менде (состояние местности на 1848 год). В 1859 году здесь (деревня Новоторжского уезда) было учтено 25 дворов.

## Население
Численность населения составляла 198 человек (1859 год), 26 (русские 100 %) в 2002 году, 12 в 2010.